# Lewin (województwo łódzkie)
Lewin – wieś w Polsce położona w województwie łódzkim, w powiecie rawskim, w gminie Sadkowice.
Wieś szlachecka położona była w drugiej połowie XVI wieku w powiecie bielskim ziemi rawskiej województwa rawskiego. W latach 1954–1961 wieś należała i była siedzibą władz gromady Lewin, po jej zniesieniu w gromadzie Kaleń. W latach 1975–1998 miejscowość administracyjnie należała do województwa skierniewickiego.

## Zabytki
Według rejestru zabytków NID na listę zabytków wpisane są obiekty:
- kościół parafialny pw. św. Stanisława Biskupa, drewniany, poł. XVII w., nr rej.: 770 z 27.12.1967
- dzwonnica, drewniana, nr rej.: 771 z 27.12.1967
- cmentarz kościelny, nr rej.: 981/A z 16.11.1994